# 13. politbyro ústředního výboru Komunistické strany Číny
13. politbyro Ústředního výboru Komunistické strany Číny (čínsky v českém přepisu Čung-kuo Kung-čchan-tang ti-š’-san-ťie Čung-jang Čeng-č’-ťü, pchin-jinem Zhōngguó Gòngchǎndǎng dìshísānjiè Zhōngyāng Zhèngzhìjú, znaky 中国共产党第十三届中央政治局) bylo v letech 1987–1992 skupinou 23 členů ústředního výboru Komunistické strany Číny, která tvořila užší vedení Komunistické strany Číny. Pět, později šest, nejvýznamnějších členů politbyra tvořilo nejužší vedení, takzvaný stálý výbor politbyra ústředního výboru Komunistické strany Číny.
13. politbyro bylo zvoleno 2. listopadu 1987 na prvním zasedání 13. ústředního výboru zvoleného na závěr XIII. sjezdu KS Číny. Mělo 17 členů a jednoho kandidáta, z nich sedm nových. Stálý výbor politbyra měl pět členů, a sice generálního tajemníka Čao C’-janga, premiéra Li Pchenga, Čchiao Š’a, Chu Čchi-liho a Jao I-lina.
V červnu 1989, v souvislosti s násilným potlačením nepokojů v Pekingu byli z vedení strany odvoláni generální tajemník Čao C’-jang, který nesouhlasil s použitím násilí, a jeho političtí spojenci (Chu Čchi-li). Po doplnění a rozšíření pak stálý výbor fungoval ve složení Ťiang Ce-min, Li Pcheng, Čchiao Š’, Jao I-lin, Sung Pching a Li Žuej-chuan.
Funkční období 13. politbyra trvalo do XIV. sjezdu KS Číny v říjnu 1992.

## Složení politbyra
Jako úřad je uvedeno zaměstnání a funkce vykonávané v době členství v politbyru, v případě funkcí ve státní správě jde o funkce a úřady zaujaté od zasedání parlamentu, Všečínského shromáždění lidových zástupců, případně Čínského lidového politického poradního shromáždění na jaře 1988. Členové stálého výboru jsou uvedeni v pořadí podle významu, ostatní v (čínském) abecedním pořadí.
VSLZ a ČLPPS jsou Všečínské shromáždění lidových zástupců a Čínské lidové politické poradní shromáždění.
| Minulé období                                                       | Jméno                                              | Rok narození                                       | Úřady a funkce | Úřady a funkce | Úřady a funkce | Další období                                       |
| Minulé období                                                       | Jméno                                              | Rok narození                                       | civilní stranické | civilní státní a jiné | vojenské | Další období                                       |
| Členové stálého výboru politbyra od listopadu 1987                  | Členové stálého výboru politbyra od listopadu 1987 | Členové stálého výboru politbyra od listopadu 1987 | Členové stálého výboru politbyra od listopadu 1987 | Členové stálého výboru politbyra od listopadu 1987                                                                               | Členové stálého výboru politbyra od listopadu 1987 | Členové stálého výboru politbyra od listopadu 1987 |
| ------------------------------------------------------------------- | -------------------------------------------------- | -------------------------------------------------- | --- | --- | --- | -------------------------------------------------- |
| 11., 12.                                                            | Čao C’-jang 赵紫阳 odvolán v červnu 1989           | 1919                                               | generální tajemník ÚV | | první místopředseda Ústřední vojenské komise KS Číny, místopředseda Ústřední vojenské komise ČLR                                                                    | –                                                  |
| 12.                                                                 | Li Pcheng 李鹏                                     | 1928                                               | | předseda Státní rady | | 14., 15.                                           |
| 12.                                                                 | Čchiao Š’ 乔石                                     | 1924                                               | tajemník Ústřední komise pro kontrolu disciplíny, tajemník ÚV, tajemník ústřední politické a právní komise, ředitel Ústřední stranické školy (od března 1989) | | | 14.                                                |
| 12.                                                                 | Chu Čchi-li 胡啟立 odvolán v červnu 1989           | 1929                                               | (první) tajemník ÚV | | | –                                                  |
| 12.                                                                 | Jao I-lin 姚依林                                   | 1917                                               | | (první) místopředseda Státní rady                                                                                                | | –                                                  |
| Členové politbyra od listopadu 1987 a stálého výboru od června 1989 |                                                    |                                                    | | | |                                                    |
| –                                                                   | Ťiang Ce-min 江泽民                                | 1926                                               | tajemník šanghajského městského výboru (do června 1989), generální tajemník ÚV od června 1989                                                                 | | předseda Ústřední vojenské komise KS Číny (od listopadu 1989), předseda Ústřední vojenské komise ČLR (od března 1990)                                               | 14., 15.                                           |
| –                                                                   | Sung Pching 宋平                                   | 1917                                               | vedoucí organizačního oddělení ÚV (do prosince 1989) | | | –                                                  |
| –                                                                   | Li Žuej-chuan 李瑞环                               | 1934                                               | tajemník tchienťinského městského výboru (do října 1989), tajemník ÚV (od června 1989)                                                                        | | | 14., 15.                                           |
| Ostatní členové politbyra od listopadu 1987                         |                                                    |                                                    | | | |                                                    |
| 12.                                                                 | Wan Li 万里                                        | 1916                                               | | předseda stálého výboru VSLZ | | –                                                  |
| 12.                                                                 | Tchien Ťi-jün 田纪云                               | 1929                                               | | místopředseda Státní rady | | 14., 15.                                           |
| –                                                                   | Li Tchie-jing 李铁映                               | 1936                                               | | státní poradce Státní rady, předseda Státní komise pro školství                                                                  | | 14., 15.                                           |
| –                                                                   | Li Si-ming 李锡铭                                  | 1926                                               | tajemník pekingského městského výboru | | | –                                                  |
| –                                                                   | Jang Žu-taj 杨汝岱                                 | 1926                                               | tajemník s’čchuanského provinčního výboru | | | –                                                  |
| 12.                                                                 | Jang Šang-kchun 杨尚昆                             | 1907                                               | | prezident | místopředseda Ústřední vojenské komise KS Číny, generální sekretář Ústřední vojenské komise KS Číny (do listopadu 1989), místopředseda Ústřední vojenské komise ČLR | –                                                  |
| 12.                                                                 | Wu Süe-čchien 吴学谦                               | 1921                                               | | místopředseda Státní rady | | –                                                  |
| 11., 12.                                                            | Chu Jao-pang 胡耀邦 zemřel v dubnu 1989            | 1915                                               | | | | –                                                  |
| 12.                                                                 | Čchin Ťi-wej 秦基偉                                | 1914                                               | | státní poradce Státní rady | generálplukovník, člen Ústřední vojenské komise KS Číny, člen Ústřední vojenské komise ČLR, ministr obrany                                                          | –                                                  |
| Kandidát politbyra od listopadu 1987                                |                                                    |                                                    | | | |                                                    |
| –                                                                   | Ting Kuan-ken 丁关根                               | 1929                                               | tajemník ÚV (od června 1989), vedoucí oddělení jednotné fronty ÚV (od listopadu 1990)                                                                         | místopředseda Státní plánovací komise (srpen 1988 – 1990), vedoucí Úřadu pro záležitosti Tchaj-wanu (říjen 1988 – listopad 1990) | | 14., 15.                                           |